# Helena Bochořáková-Dittrichová

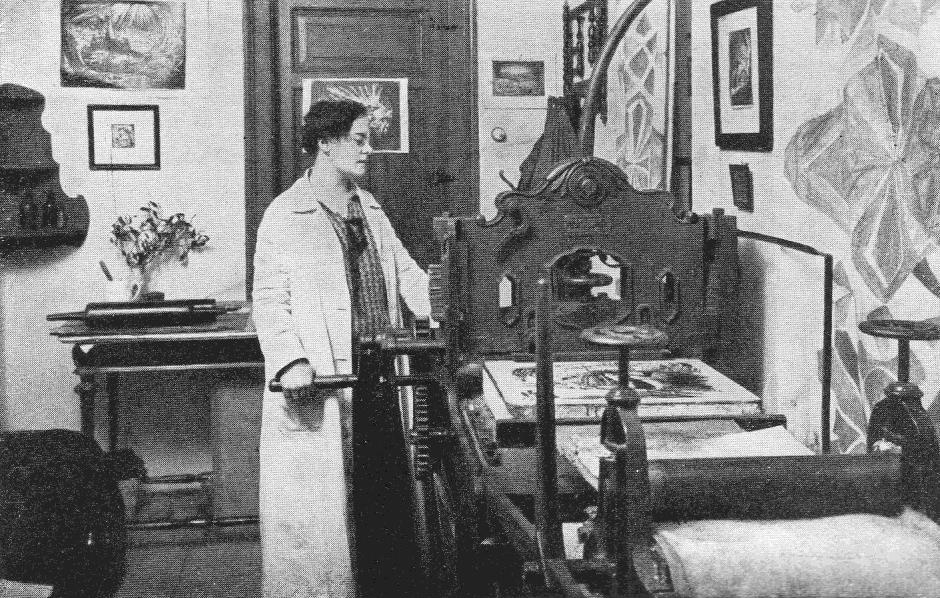
Helena Bochořáková v ateliéru (1923)

Helena Bochořáková-Dittrichová, též Helena Bochořáková, rodným jménem Helena Dittrichová (29. července 1894 Vyškov – 28. března 1980 Brno), byla česká (moravská) grafička, malířka a spisovatelka.
The National Museum of Women in the Arts v New Yorku označilo její dílo Z mého dětství za první kreslený (grafický) román (graphic novel) vytvořený ženou.

## Život
Narodila se v rodině vyškovského obchodníka Ferdinanda Dittricha a jeho manželky Kláry, rozené Horníčkové. Pokřtěna byla Helena Maria Klára. Otec, jehož rod se usadil ve Vyškově již v 18. století, byl Němec, matka byla Češka. Dcera Helena byla nejmladší ze šesti sourozenců, jediná se dožila dospělosti. Po ukončení docházky na základní německé škole odjela (jako šestnáctiletá) studovat malířství do Vídně. V devatenácti letech se provdala za V. Bochořáka, a za manželem se odstěhovala do Brna.
Na doporučení malíře Františka Podešvy se pokusila v roce 1919 o přijetí na grafickou speciálku Akademie výtvarných umění v Praze, studovat chtěla u prof. Augusta Brömse Byla přijata jako mimořádná posluchačka do třetího ročníku a v roce 1922 úspěšně dostudovala. Na základě zdárně ukončeného studia se jí podařilo získat stipendium na studijní pobyt v Paříži. Spolu s manželem, který jako pedagog absolvoval zahraniční studijní pobyty, navštívila další evropské země, USA, Sovětský svaz i Malou Asii.
Počátkem 40. let 20. století zanechala (kvůli očnímu onemocnění) grafiky a věnovala se pouze malbě a literatuře. Podle jiného zdroje bylo důvodem to, že manželům Bochořákovým byl po roce 1948 znárodněn dům, kde měla v zahradě ateliér, přišla i o tiskařské lisy a musela se přestěhovat na jinou adresu.
Zemřela v Brně, pochována je na brněnském Ústředním hřbitově.

### Rodinný život
Dne 1. září 1913 se ve Vyškově provdala za středoškolského profesora Vladimíra Bochořáka. Spolu s ním procestovala řadu zemí, cesty inspirovaly část její literární i výtvarné práce. Manželé Bochořákovi žili v Brně, manželství bylo bezdětné.

## Členství ve spolcích
Byla členkou Kruhu výtvarných umělkyň, Klubu výtvarných umělců Aleš, Bloku výtvarných umělců moravskoslezských a Svazu československých výtvarných umělců.
Jako spisovatelka byla členkou Moravského kola spisovatelů.

## Výtvarné dílo
Reprodukce jejích výtvarných děl často zveřejňovaly dobové časopisy (Zlatá Praha, Pestrý týden aj.) Zúčastňovala se pravidelně kolektivních i individuálních výstav. Dobová kritika oceňovala spíše její dřevoryty, než olejomalby.
Náměty děl Heleny Bochořákové-Dittrichové byly převážně inspirovány jejím dětstvím, vírou, historií Moravy a jejími cestami; ve 20. letech 20. století se též věnovala sociálním námětům.

### Vydání výtvarných děl tiskem
- Oslavany (5 dřevorytů; Brno, Grafický Klub pro Moravu, mezi 1901 a 1925)
- Poklad (7 dřevorytů; Brno, Grafický Klub pro Moravu, 1918)
- Válka (4 linoleoryty; Brno, Grafický Klub pro Moravu, 1920)
- Kristus. I a II. (; Brno, Grafický Klub pro Moravu, 1921 a 1922)
- Bloudící (3 linoleoryty; Brno, Grafický Klub pro Moravu, 1924)
- Vyškov (6 dřevorytů; Brno, Grafický Klub pro Moravu, 1924)
- Ex libris (15 mědirytin a dřevorytů ; V Brně, Ant. Alex. Špička, 1925)
- Stavba zemského domu (8 dřevorytů; Brno, Grafický Klub pro Moravu, 1925)
- Zahrada snů (Cyklus šesti suchých jehel, text Josef Chaloupka; Brno, Grafický Klub pro Moravu, 1925)
- Venezia (Brno, Grafický Klub pro Moravu, 1926)
- Brno (Cyklus šesti suchých jehel; Brno, vlastním nákladem, 1928)
- Z mého dětství (dřevoryty, předmluvu napsal Arne Novák; Praha, Orbis, 1929; francouzsky Enfance; Paříž, Dorbon aîné, 1930)
- Z života T.G. Masaryka (24 dřevorytů, na oslavu 80. narozenin vyryla, na japanu v 50 výtiscích ručně vytiskla a vydala H. Bochořáková-Dittrichová; V Brně, 1930)
- Indiáni jindy a dnes (kniha dřevorytů; Josef Hladký v Hranicích, 1934)
- Švédové před Brnem (Kniha dřevorytů; Brno, Klub výtvarných umělců Aleš, 1936)
- Helena Bochořáková-Dittrichová (Uzavřeno v březnu 1944, sestavil Bedřich Beneš Buchlovan; V Praze, Spolek sběratelů a přátel exlibris, 1944)
- Kristus (32 dřevorytů k Novému Zákonu, úvod napsal František Kubišta (1897–1971); V Praze, Novina, 1944)
- Brno (4 barevné dřevoryty; Brno, Grafický klub pro Moravu, mezi 1944–1945)
- Děti (28 kreseb; Brno, nákladem vlastním, před 1952)
- Oslavanské povstání (Dva cykly dřevorytů k prosincovým událostem roku 1920 na Rosicko-Oslavansku, uspořádal a faktografickými záznamy doprovodil František Kalivoda; Brno, Muzeum dělnického hnutí Brněnska, 1960–1961)

### Jiné
- Lev Blatný: Vítr v ohradě (obálka Helena Bochořáková-Dittrichová; Přerov, Obzor 1923)[9]
- Malířka na cestách (nepublikovaný soubor dřevorytů)[3]

### Výstavy (výběr)
- Dům umění Moravská Ostrava (samostatná výstava dřevorytů, akvarelů a olejů, 1929)[10]
- Salon des indépendants (Paříž, 1929)[11]
- Výstava evropských výtvarných umělkyň (Paříž, Muzeum Jeu de pomme, 1937)[12]
- Výstava Klubu výtvarných umělců Aleš (Brno, 1937)[13]
- Mostná kolonáda Piešťany, 1938[14]
- Sociální grafika Heleny Bochořákové (Brno, leden–únor 1986)
- The First Woman Graphic Novelist: Helena Bochořáková-Dittrichová (New York, National Museum of Women in the Art, 12. 5. – 14. 11. 2014)[15]

V letech 1948–1958 nemohla vystavovat. Svou výstavní činnost mohla obnovit v roce 1959, ale její výstavy probíhaly pouze v Brně a Vyškově.

## Literární dílo

### Noviny a časopisy
Přispívala do Lidových novin, Moravských novin, časopisů Salon, Eva a Širým světem. Své cestopisné příspěvky sama ilustrovala.

### Knižní vydání
Cestopisy:
- Dojmy z SSSR (s 15 dřevoryty autorky; V Brně, Exod, 1934)
- Mezi dvěma oceány (dojmy z cesty po Spojených státech amerických, se 40 obrazovými přílohami autorky; V Praze, Československá grafická Unie, 1936)

Romány, které napsala Helena Bochořáková společně s manželem Vladimírem Bochořákem:
- Nalomená větev (román z let 1938–1945, ze života německé menšiny na Vyškovsku v době okupace; V Brně, Mír, 1947)
- Příboj (román o zápasu katolíků a protestantů v Olomouci za třicetileté války; V Brně, Mír, nakladatelské a vydavatelské podniky, 1947)
- Ve znamení kola a draka (z historie obléhání Brna Švédy, předsádka a ilustrace Jiří Blažek, dřevoryty Helena Bochořáková; Praha, Lidová demokracie, 1958)